# Хэрриот, Томас
То́мас Хэ́рриот (англ. Thomas Harriot, 1560 — 2 июля 1621 года) — английский астроном, математик, этнограф и переводчик. В русскоязычных источниках может упоминаться как Харриот или Гарриот. Заслужил известность в основном благодаря усовершенствованию алгебраической символики, придумав общепринятые значки для операций сравнения: «>» («больше») и «<» («меньше»). Считается, что именно он впервые привёз картофель в Великобританию и Ирландию.

## Биография
О ранних годах жизни Хэрриота известно только то, что в декабре 1577 года он поступил в Оксфордский университет. Вероятно, он обнаружил незаурядные способности, потому что после окончания университета его взял под своё покровительство лорд Рэли, могущественный фаворит королевы Елизаветы, планировавший английскую экспансию в Америку.
В 1585—1586 годах Хэрриот в составе экспедиции, организованной Рэли, побывал в Новом Свете, где посетил, в частности, колонию Роанок и другие места современной Северной Каролины и Виргинии. В ходе путешествия он выучил основы языка племени алгонкинов. Результатом путешествия послужил трактат «Краткое и достоверное описание земель Виргинии» (Brief and True Report of the New Found Land of Virginia), который был опубликован в 1588 году, а потом переведён на латынь, французский и немецкий. Трактат содержит описание коренных жителей Америки и подробные карты Северной Каролины. Эта экспедиция подготовила начало массовой британской колонизации Северной Америки, начавшейся в 1607 году.
В 1592 году Рэли попал в немилость и был арестован. Хэрриот вскоре нашёл нового покровителя — Генри Перси, 9-го графа Нортумберлендского, любителя науки. Перси предоставил Хэрриоту дом, лабораторию и крупное пособие на научные исследования.
Хэрриот скончался 2 июля 1621 году в Лондоне из-за раковой опухоли в носоглотке. Похоронен в церкви St. Christopher le Stocks. Во время Великого пожара 1666 года церковь сгорела. На месте могилы Хэрриота построили Банк Англии.

## Научная деятельность
Томас Хэрриот не опубликовал полученные им результаты, и они были известны лишь его знакомым. Среди его корреспондентов был Иоганн Кеплер.
Хэрриот составил одну из первых карт Луны, которую наблюдал в телескоп на месяц раньше Галилея, 26 июля 1609 года. На этой карте заметны лунные кратеры. Одним из первых заметил и описал солнечные пятна (декабрь 1610 года).
Независимо от Галилея теоретически установил, что тело, брошенное горизонтально, описывает параболу.
Развивая работы Виета, он подготовил труд «Применение аналитического искусства к решению алгебраических уравнений», опубликованный посмертно в 1631 году. Хэрриот значительно усовершенствовал алгебраическую символику Виета, приблизив её к современной.

## Память
В честь Томаса Хэрриота назван род эпифитных кактусов из тропических лесов Бразилии Hatiora (Хатиора). Изначально род был назван Огюстеном Декандолем в 1834 году Hariota, но позже выяснилось, что это название уже было использовано ранее; в 1915 году Натаниэль Бриттон и Джозеф Роуз предложили в качестве названия этого рода анаграмму фамилии Хэрриота — Hatiora.
В 1970 году Международный астрономический союз присвоил имя Томаса Хэрриота кратеру на обратной стороне Луны.